# امین شهمیری
امین شهمیری (زاده ۱۷ بهمن ۱۳۰۸ بابل) موسیقی‌شناس، فیزیک‌دان و مدرس موسیقی اهل ایران بود.

## زندگی‌نامه
امین السادات شهمیری در ۱۷ بهمن ۱۳۰۸ در شهر بابل متولد شد. وی دوران تحصیلات متوسطه را در شهر بابل گذراند و پس از آن در سال ۱۳۳۳ موفق به اخذ مدرک لیسانس از دانشگاه تهران در رشتهٔ علوم فیزیک شد. او همچنین از سال ۱۳۳۵ دورهٔ تخصصی (نرم‌افزار) سمعی و بصری را شروع کرد و در سال ۱۳۳۷ با تصویب شورای عالی فرهنگ مدرک مهندسی دریافت کرد.

## فعالیت‌ها
فعالیت شهمیری از سال ۱۳۳۳ با استخدام در وزارت فرهنگ و هنر آغاز شد و از همان سال تدریس در دانشگاه تهران، دانشگاه تربیت معلم، دانشگاه هنر، دانشگاه آزاد و هنرستان‌های موسیقی دختران و پسران را ادامه داد. وی فعالیت و تحقیقات گسترده‌ای در زمینهٔ صوت‌شناسی، فرهنگ‌های بومی، آداب و رسوم، سازها و نغمه‌های ایرانی داشت. از جمله قطعاتی که توسط وی جمع‌آوری شده‌است، در کتاب «موسیقی بلوچستان» با نت‌نویسی محمدتقی مسعودیه همراه با تحلیل‌های وی به چاپ رسیده‌است. کتاب او «صداشناسی» یا «درآمدی بر صوت‌شناسی در موسیقی»، مورد استقبال منتقدان و دانشمندان موسیقی از جمله پرویز منصوری تئوریسینِ سرشناسِ موسیقی قرار گرفت و به ستایش از این کتاب پرداخت. شهمیری از سال ۱۳۴۹ به عضویت «کمیته کنفرانس کنگره بین‌المللی موسیقی شرق و غرب» درآمد. وی همچنین دارای مسئولیت‌هایی همچون «معاونت آموزشی دانشکده هنرهای دراماتیک» و «آزمایشگاه صداشناسی موزیکولوژی» بود. او دارای ده‌ها سخنرانی، گفتگو، مقالهٔ علمی و جزوه‌های آموزشی است. وی اولین کسی بود که مقالاتی در مورد موسیقی ذاتی (کافکریت) و آزمایشی به رشتهٔ تحریر درآورده است. همچنین از اولین کسانی بود که به صدابرداری و نسخه‌برداری از صفحه‌های قدیمی در صداخانه و آرشیو وزارت فرهنگ و هنر پرداخت. شهمیری را یکی از پیشکسوتانِ دانشِ اتنوموزیکولوژی می‌دانند.

## تالیفات
- صداشناسی موسیقی (۱۳۴۹)
- آوانگاری مغناطیسی (۱۳۴۳)[۵]
- اصول نورپردازی در تئاتر (۱۳۶۶)
- امکانات صحنه (۱۳۸۳)